# Ягариа (язык)
Ягариа — папуасский язык, который относится к трансновогвинейским языкам, крупнейшей языковой филе Папуа — Новая Гвинея. Распространён в провинции Истерн-Хайлендс, в которой официальным языком является ток-писин.

## Лингвогеографическая и социолингвистическая информация
- Племя ягариа (англ. Yagaria people) населяет территорию к северу от горы Mt. Michael в районе Луфа (англ. Lufa District) провинции Истерн-Хайлендс. Некоторая часть носителей данного языка (англ. Yagaria-Yagusa people) также проживает в соседнем районе Окапа (англ. Okapa District).

- Само название «ягариа» пришло с севера: люди из племени Бена-Бена (англ. Bena-Bena people) называли так местность южнее их территории.

- Лингвистический статус языка - 5, развивающийся (англ. developing)[2].

- Выделяют[3] восемь диалектов: мове (самый распространенный - 4,5 тыс. говорящих), ками-кулака, ологути, дагенава, камате, хира, хуа (хува) и котом. Именно мове считают стандартным ягариа, а грамматика Renck 1975 по сути описывает именно диалект мове как принятую норму.
- Языки, наиболее родственные ягариа - Кейагана (англ. Keyagana) и Каните (англ. Kanite) — распространены на востоке провинции Истерн-Хайлендс. Вместе с ними (и еще с двумя менее близкими к ягариа языками) составляет подсемью Камано-Ягариа (англ. Kamano-Yagaria)[4].

## Типологическая характеристика

### Тип выражения грамматических значений
Ягариа является синтетическим языком и имеет развитую систему аффиксов.
Грамматические значения в равной степени выражаются как суффиксами, так и префиксами.
| pagaea                  | fili-d-a-ma-bose'        |
| они                     | умереть-PAST-3PL-PIV-MOT |
| "Потому что они умерли" |                          |

| no'-a'-l-ag-e               |
| PROG-NEG-нас-видеть-3SG-IND |
| "Он не видит нас"           |

| ge-di                                   | fapei- | g-u-ma-to'-            | i-g-a-e          |
| слово-моё                               | им     | сказать-FUT-1SG-PIV-RC | идти-FUT-3PL-IND |
| "Они уйдут, когда я им скажу моё слово" |        |                        |                  |

[Renck 1975]

### Характер границы между морфемами
Ягариа (как и подавляющее большинство папуасских языков) является агглютинативным языком: каждая морфема выражает своё значение, фузии на стыках морфем при этом не происходит.
| badema'                                | badema' | gokole' | guminadima' | guminadima' | guminadima' | guminadima' | ago-d-u-e | ago-d-u-e | ago-d-u-e | ago-d-u-e |
| bade-                                  | ma'     | курица  | gumina-     | d-          | i-          | ma'         | ago-      | d-        | u-        | e         |
| мальчик                                | PIV     | курица  | красть      | PAST        | 3SG         | PIV         | видеть    | PAST      | 1SG       | IND       |
| "Я увидел, какой мальчик украл курицу" |         |         |             |             |             |             |           |           |           |           |

[Renck 1975]

### Маркирование

#### В именной группе
В посессивной именной группе маркирование вершинное: показатель посессивности примыкает к главному слову.
| bade           | havu-'a |
| мальчик        | лук-его |
| "Лук мальчика" |         |

| de-ma'        | bade    |
| мужчина-PIV   | мальчик |
| "Сын мужчины" |         |

| yale-'i'    | yona |
| люди-REL    | дом  |
| "Дом людей" |      |

#### В предикации
Также вершинное маркирование: лицо и число актантов маркируется с помощью глагольных аффиксов.
| dote'na               | no-do-na      | ge    | hu-d-i-e              |
| еда                   | PROG-есть-3SG | слово | говорить-PAST-3SG-IND |
| "Он говорил, пока ел" |               |       |                       |

| amusa                          | havi-d-i-ma-to'         | o-d-i-e                |
| шум                            | слышать-PAST-3SG-PIV-RC | приходить-PAST-3SG-IND |
| "Он пришел, когда услышал шум" |                         |                        |

| eve                                      | d-am-i-ga-da      | do-d-u-e-i        |
| сахарный тростник                        | мне-дать-3SG-NI-я | есть-PAST-1SG-IND |
| "Он дал мне сахарный тростник, и я поел" |                   |                   |

[Renck 1975]

### Тип ролевой кодировки
Ягариа относится к языкам с номинативным(номинативно-аккузативным) строем.
Участники переходного глагола (A/P) - неактивный участник не маркируется:
| bakisave-ma'            | bade    | hao-d-i-e           |
| змея-PIV                | мальчик | кусать-PAST-3SG-IND |
| "Змея укусила мальчика" |         |                     |

Активный участник непереходного глагола (Sa):
| dagaea  | u-d-u-e           |
| я       | идти-PAST-1SG-IND |
| "Я шёл" |                   |

Неактивный участник непереходного глагола (Sp):
| valu'                    | hao-d-un-e         |
| незащищенный             | спать-PAST-1PL-IND |
| "Мы спали без прикрытия" |                    |

[Renck 1975]

### Базовый порядок слов
Преобладающим считается порядок слов SOV.
Включая второстепенные члены предложения, фиксированный порядок слов в ягариа будет выглядеть следующим образом:
| Время + место + субъект + инструмент + бенефактив + объект + предикат | Время + место + субъект + инструмент + бенефактив + объект + предикат | Время + место + субъект + инструмент + бенефактив + объект + предикат | Время + место + субъект + инструмент + бенефактив + объект + предикат |
| --------------------------------------------------------------------- | --------------------------------------------------------------------- | --------------------------------------------------------------------- | --------------------------------------------------------------------- |

| SUBJ                    | OBJ    | PRED                 |
| ----------------------- | ------ | -------------------- |
| ve-ma'                  | gala   | begi-d-i-e           |
| мужчина-PIV             | собака | ударить-PAST-3SG-IND |
| "Мужчина ударил собаку" |        |                      |

| OBJ                     | IOBJ    | IOBJ        | PRED                   |
| ----------------------- | ------- | ----------- | ---------------------- |
| dote'na                 | bade    | yuva-ka     | p-ami-d-un-e           |
| еда                     | мальчик | группа-ваша | им-давать-PAST-1PL-IND |
| "Мы дали еду мальчикам" |         |             |                        |

| TEMP                                                                                               | TEMP  | LOC        | SUBJ | SUBJ        | SUBJ     | SUBJ        | INST       | OBJ    | OBJ       | OBJ     | PRED     | PRED   | PRED                |
| -------------------------------------------------------------------------------------------------- | ----- | ---------- | ---- | ----------- | -------- | ----------- | ---------- | ------ | --------- | ------- | -------- | ------ | ------------------- |
| hemeti                                                                                             | dete' | guma-to'   | a'i  | de-ma'      | ougegesa | bade-ma'    | gave-loti' | dagae' | havana    | bade    | begi-na  | legepa | hu-d-i-e            |
| сегодня                                                                                            | утро  | деревня-AD | этот | мужчина-PIV | большой  | мальчик-PIV | палка-INST | мой    | маленький | мальчик | бить-3SG | сильно | делать-PAST-3SG-IND |
| "Этим утром на площади в деревне старший сын того мужчины сильно побил палкой маленького мальчика" |       |            |      |             |          |             |            |        |           |         |          |        |                     |

[Renck 1975]

## Особенности

### Фонология
- В ягариа наблюдаются три тона: низкий, средний и высокий. Средний и низкий тоны различают следующие две минимальные пары слов:

| /ha'!i/ | [hà'!i] | огонь  |
| /ha'!i/ | [hā'li] | стрела |

| /'ve/ | ['vē] | человек |
| /'ve/ | ['vè] | дух     |

Однако этого недостаточно для того, чтобы считать ягариа тоновым языком, так как ударение - это всё-таки решающий фактор, а появляющийся тон тесно связан с ударением:
| /'havu/ | ['hāvù] | корень |
| /ha'vu/ | [hà'vū] | лук    |

[Renck 1975]
- Когда две словоформы составляют одну семантическую единицу, два гласных на их стыке могут регрессивно сокращаться, т.е. последний гласный первого слова ассимилируется первому гласному следующего. Однако, так как два слова имеют два ударения, это никак не влияет на фонемный состав получившейся единицы, влияет лишь на произношение. Например:

| /'heidao'due/ | ['hei?do'?due ] | "Я подошёл" |

[Renck 1975]

### Морфология
В ягариа настоящее время маркируется нулём, прогрессив - префиксом no-, который также может отражать хабитуальное значение презенса. Суффикс форм прошедшего времени -d-, который используется "для всех прошедших действий глагола, какое бы аспектуальное значение (комплетив, перфектив или хабитуалис) они в себе не несли" (Renck 1975). В то же самое время этот суффикс может присоединяться к стативному глаголу hano "быть", чтобы получить значение настоящего времени:
| beite'na-ti          | hogona   | hano-d-i-e        |
| жизнь-наша           | короткая | быть-PAST-3SG-IND |
| "Наша жизнь коротка" |          |                   |

[Bybee et al. 1994]

### Лексика
Язык ягариа не различает значения английских лексем "hand", "arm" и "finger", используя для их выражения одну лексему:
| arm  | ánita | "hand, arm, foreleg, finger" |
| hand | ánita | "hand, arm, foreleg, finger" |

[Renck 1977]

## Список глосс
1SG - 1. person singular; 3SG - 3. person singular; 3PL - 3. person plural; AD - adessive; FUT - future tense; IND - indicative; INST - instrumental; MOT - motivational; NEG - negative; NI - non-identity of subject; PAST - past tense; PIV - pivotal marker; PROG - progressive aspect; REL - relation marker; RC - real condition

## Список литературы
- Renck, G.L. A Grammar of Yagaria. The Australian National University, 1975.
- Bybee et al.The evolution of grammar: Tense, aspect and modality in the languages of the world. The University of Chicago Press, 1994.
- Renck, G. L. Yagaria Dictionary with English Index. The Australian National University, 1977.

- https://wals.info/languoid/lect/wals_code_ygr
- https://www.ethnologue.com/language/ygr
- http://www.languagesgulper.com/eng/Papuan.html
- https://www.britannica.com/topic/Papuan-languages